# ブレイブ (映画)
『ブレイブ』（原題: The Brave）は、1997年のアメリカ映画。

## 概要
グレゴリー・マクドナルドの同名小説の映画化。自身もチェロキー族インディアンの血を引いているジョニー・デップが初めて監督・脚本・主演の3役をこなした作品。
1997年5月10日にカンヌ国際映画祭で初公開され、その後タオルミーナ国際映画祭・レイキャヴィーク国際映画祭・キャメリメージ国際映画祭に出品。
カンヌ国際映画祭ではパルム・ドールにノミネートされ、キャメリメージ国際映画祭ではゴールデン・フロッグ賞にノミネートされた。
脚本に参加したD・P・デップはジョニー・デップの実兄であり、ジョニー・デップとプライベートでも仲の良いミュージシャンのイギー・ポップが音楽を担当し、カメオ出演も果たしている。マーロン・ブランドは1972年に『ゴッドファーザー』ではアカデミー主演男優賞に選ばれたが、「映画、TV業界のインディアン民族に対しての扱いが不当のため」を理由に受賞を拒否したことがあり、本作には無償で出演した。
カンヌ国際映画祭では評価は高かったのだが、アメリカの批評家には評価が低かった。そのためジョニー・デップはアメリカでの公開を拒否したので、劇場公開はされていない。

## ストーリー
アメリカの片田舎で家族と貧しい生活を送るインディアンのラファエル（ジョニー・デップ）。社会から冷遇され、仕事に就くこともままならない彼は過去に強盗などの犯罪に手を染め服役していたこともあった。仕事を求めて、あるビルに訪れた彼は謎の男性マッカーシー（マーロン・ブランド）に会う。ラファエルはマッカーシーに、スナッフ・ムービーへ出演し、拷問され殺されることと引き換えに、5万ドルを払うという取引を持ちかけられる。貧困に苦しむ家族のために命を捨てる決意をしたラファエルはそれを受け入れ、3分の1の金を受け取って帰る。期限は1週間。
残された時間を2人の子供フランキー（コディ・ライトニング）とマルタ（ニコル・マンセラ）、そして妻のリタ（エルピディア・カリーロ）と共に生きようとする…。

## キャスト
| 役名             | 俳優                           | 日本語吹替 |
| ---------------- | ------------------------------ | ---------- |
| ラファエル       | ジョニー・デップ               | 平田広明   |
| マッカーシー     | マーロン・ブランド（特別出演） | 藤本譲     |
| リタ             | エルピディア・カリーロ         | 棚田恵美子 |
| ラリー           | マーシャル・ベル               | 小島敏彦   |
| サー・ルー       | フレデリック・フォレスト       | 徳丸完     |
| ストラットン神父 | クラレンス・ウィリアムズ3世    |            |
| ルー・ジュニア   | マックス・パーリッチ           |            |
| ルイス           | ルイス・ガスマン               | 中嶋聡彦   |
| フランキー       | コディ・ライトニング           |            |
| マルタ           | ニコル・マンセラ               |            |
| ラファエルの父   | フロイド・ウェスターマン       |            |
| 鳥の脚を食べる男 | イギー・ポップ                 |            |